# Kerala Blasters Football Club 2024-2025
Questa voce raccoglie le informazioni riguardanti il Kerala Blasters nelle competizioni ufficiali della stagione 2024-2025.

## Maglie e sponsor

### Indian Super League
| Casa | Trasferta | Terza |

### Durand Cup
| Casa | Trasferta |

## Organico

### Rosa
| N. |                       | Ruolo | Calciatore            |
| -- | --------------------- | ----- | --------------------- |
| 1  | India (bandiera)      | P     | Sachin Suresh         |
| 2  | India (bandiera)      | P     | Nora Fernandes        |
| 3  | India (bandiera)      | D     | Sandeep Singh         |
| 4  | India (bandiera)      | D     | Hormipam R            |
| 5  | India (bandiera)      | D     | Muhammed Saheef       |
| 6  | India (bandiera)      | C     | Freddy Lallawmawma    |
| 7  | India (bandiera)      | A     | Rahul Kannoly Praveen |
| 8  | India (bandiera)      | C     | Vibin Mohanan         |
| 9  | Spagna (bandiera)     | C     | Jesús Jiménez         |
| 10 | Uruguay (bandiera)    | C     | Adrián Luna           |
| 13 | India (bandiera)      | C     | Danish Farooq Bhat    |
| 14 | Ghana (bandiera)      | A     | Kwame Peprah          |
| 15 | Montenegro (bandiera) | D     | Miloš Drinčić         |
| 17 | India (bandiera)      | C     | Saurav Mandal         |
| 18 | India (bandiera)      | C     | Bryce Miranda         |
| 19 | India (bandiera)      | C     | Mohammed Aimen        |

| N. |                       | Ruolo | Calciatore             |
| -- | --------------------- | ----- | ---------------------- |
| 20 | India (bandiera)      | D     | Pritam Kotal           |
| 21 | India (bandiera)      | D     | Bikash Yumnam          |
| 22 | India (bandiera)      | C     | Sukham Yoihenba Meitei |
| 25 | India (bandiera)      | A     | Korou Singh            |
| 26 | India (bandiera)      | A     | Ishan Pandita          |
| 27 | India (bandiera)      | D     | Aibanbha Dohling       |
| 29 | Francia (bandiera)    | D     | Alexandre Coeff        |
| 31 | India (bandiera)      | P     | Kamaljit Singh         |
| 32 | India (bandiera)      | A     | Mohammed Azhar         |
| 33 | India (bandiera)      | D     | Prabir Das             |
| 45 | India (bandiera)      | A     | Sreekuttan MS          |
| 50 | India (bandiera)      | D     | Naocha Singh           |
| 77 | Marocco (bandiera)    | A     | Noah Sadaoui           |
| 94 | Montenegro (bandiera) | C     | Dušan Lagator          |
| 97 | India (bandiera)      | A     | R Lalthanmawia         |

### Altri giocatori
| N. |                  | Ruolo | Calciatore |
| -- | ---------------- | ----- | ---------- |
| 31 | India (bandiera) | P     | Som Kumar  |
|    | India (bandiera) | D     | Bijoy V    |

| N. |                      | Ruolo | Calciatore      |
| -- | -------------------- | ----- | --------------- |
|    | Australia (bandiera) | A     | Jaushua Sotirio |

### Staff tecnico
- T. G. Purushothaman - Allenatore ad interim
- Tomasz Tchorz - Vice allenatore
- Slaven Progovečki - Allenatore portieri

## Calciomercato
| Acquisti | Acquisti               | Acquisti          | Acquisti      |
| R.       | Nome                   | da                | Modalità      |
| -------- | ---------------------- | ----------------- | ------------- |
| P        | Nora Fernandes         | Aizawl            | Definitivo    |
| P        | Som Kumar              | Olimpia Lubiana   | Definitivo    |
| P        | Sachin Suresh          |                   |               |
| D        | Miloš Drinčić          |                   |               |
| D        | Naocha Singh           | Mumbai City       | Definitivo    |
| D        | Likmabam Rakesh        | NEROCA            | Definitivo    |
| D        | Hormipam R             |                   |               |
| D        | Prabir Das             |                   |               |
| D        | Sandeep Singh          |                   |               |
| D        | Pritam Kotal           |                   |               |
| D        | Bijoy V                | Inter Kashi       | Fine prestito |
| D        | Aibanbha Dohling       |                   |               |
| D        | Alexandre Coeff        |                   | Svincolato    |
| D        | Muhammed Saheef        | Kerala Blasters B | Definitivo    |
| C        | Adrián Luna            |                   |               |
| C        | Vibin Mohanan          |                   |               |
| C        | Bryce Miranda          | Punjab FC         | Fine prestito |
| C        | Danish Farooq Bhat     |                   |               |
| C        | Givson Singh           | Odisha            | Fine prestito |
| C        | Freddy Lallawmawma     |                   |               |
| C        | Saurav Mandal          |                   |               |
| C        | Mohammed Aimen         |                   |               |
| C        | Jesús Jiménez          | OFI Creta         | Definitivo    |
| C        | Sukham Yoihenba Meitei | Kerala Blasters B | Definitivo    |
| A        | Noah Sadaoui           | FC Goa            | Definitivo    |
| A        | R Lalthanmawia         | Aizawl            | Definitivo    |
| A        | Kwame Peprah           |                   |               |
| A        | Jaushua Sotirio        |                   |               |
| A        | Ishan Pandita          |                   |               |
| A        | Mohammed Azhar         |                   |               |
| A        | Rahul Kannoly Praveen  |                   |               |
| A        | Sagolsem Bikash Singh  | Mohammedan        | Fine prestito |
| A        | Sreekuttan MS          | Kerala Blasters B | Definitivo    |

| Cessioni | Cessioni               | Cessioni          | Cessioni      |
| R.       | Nome                   | a                 | Modalità      |
| -------- | ---------------------- | ----------------- | ------------- |
| P        | Karanjit Singh         |                   | Svincolato    |
| P        | Lara Sharma            | FC Goa            | Fine prestito |
| P        | Mohammed Arbaz         | Real Kashmir      | Prestito      |
| D        | Nishu Kumar            | East Bengal       | Definitivo    |
| D        | Marko Lešković         |                   | Svincolato    |
| D        | Likmabam Rakesh        | Punjab FC         | Prestito      |
| C        | Nihal Sudeesh          | Punjab FC         | Prestito      |
| C        | Givson Singh           |                   | Svincolato    |
| C        | Sukham Yoihenba Meitei | Kerala Blasters B | Fine prestito |
| C        | Jeakson Singh          | East Bengal       | Definitivo    |
| A        | Fedor Černych          |                   | Svincolato    |
| A        | Dīmītrīs Diamantakos   |                   | Svincolato    |
| A        | Daisuke Sakai          |                   | Svincolato    |
| A        | Sagolsem Bikash Singh  | Mohammedan        | Prestito      |
| A        | Emmanuel Justine       |                   | Svincolato    |

### Mercato invernale
| Acquisti | Acquisti       | Acquisti   | Acquisti   |
| R.       | Nome           | da         | Modalità   |
| -------- | -------------- | ---------- | ---------- |
| P        | Kamaljit Singh | Odisha     | Definitivo |
| P        | Som Kumar      | Radomlje   | Definitivo |
| D        | Bikash Yumnam  | Chennaiyin | Definitivo |
| C        | Dušan Lagator  | Debrecen   | Definitivo |

| Cessioni | Cessioni        | Cessioni       | Cessioni   |
| R.       | Nome            | a              | Modalità   |
| -------- | --------------- | -------------- | ---------- |
| D        | Prabir Das      | Mumbai City    | Prestito   |
| D        | Alexandre Coeff |                | Svincolato |
| D        | Pritam Kotal    | Chennaiyin     | Definitivo |
| D        | Bijoy V         | Inter Kashi    | Definitivo |
| C        | Saurav Mandal   | Gokulam Kerala | Definitivo |
| C        | Bryce Miranda   | Inter Kashi    | Prestito   |
| A        | Jaushua Sotirio |                | Svincolato |
| A        | Rahul KP        | Odisha         | Definitivo |

### Cambio di allenatore
| Allenatore in uscita | Motivo  | Dal              | Fino al          | Allenatore in entrata      | A partire dal    |
| -------------------- | ------- | ---------------- | ---------------- | -------------------------- | ---------------- |
| Mikael Stahre        | Esonero | 23 maggio 2024   | 16 dicembre 2024 | TG Purushothaman (Interim) | 16 dicembre 2024 |
| TG Purushothaman     | Interim | 16 dicembre 2024 | 25 marzo 2025    | David Dóniga               | 25 marzo 2025    |

## Risultati

### Indian Super League
| Arbitro: | Venkatesh R. |

|                     |           |                                            |
| Jesús Jiménez 90+2’ | Marcatori | 86’ (Rig.) Luka Majcen 90+5’ Filip Mrzljak |

| Arbitro: | Nagvenkar T. |

|                                   |           |               |
| Noah Sadaoui 64’ Kwame Peprah 89’ | Marcatori | 60’ PV Vishnu |

| Arbitro: | Banerjee P. |

|                       |           |                  |
| Alaeddine Ajaraie 58’ | Marcatori | 67’ Noah Sadaoui |

| Arbitro: | Kundu H. |

|                                     |           |                                    |
| Coeff 29’ (A.g.) Diego Maurício 36’ | Marcatori | 18’ Noah Sadaoui 21’ Jesús Jiménez |

| Arbitro: | Kumar A. |

|                             |           |                                    |
| Mirjalol Kasimov 28’ (Rig.) | Marcatori | 67’ Kwame Peprah 75’ Jesús Jiménez |

| Arbitro: | Nagvenkar T. |

|                            |           |                                               |
| Jesús Jiménez 45+2’ (Rig.) | Marcatori | 8’ Jorge Pereyra Díaz 74’, 90+4’ Édgar Méndez |

| Mumbai 3 novembre 2024, ore 16:00 UTC+5:30 7ª giornata | Mumbai City | 4 – 2 referto                             | Kerala Blasters | Mumbai Football Arena (6 137 spett.) |
| \| \| \| \| \| Nikos Karelīs 10’, 55’ (Rig.) Nathan Asher Rodrigues 75’ Lallianzuala Chhangte 90’ (Rig.) \| Marcatori \| 57’ (Rig.) Jesús Jiménez 71’ Kwame Peprah \| |             |                                           |                 |                                      |
| |             |                                           |                 |                                      |
| Nikos Karelīs 10’, 55’ (Rig.) Nathan Asher Rodrigues 75’ Lallianzuala Chhangte 90’ (Rig.)                                                                             | Marcatori   | 57’ (Rig.) Jesús Jiménez 71’ Kwame Peprah |                 |                                      |

| Arbitro: | Das S. |

|                   |           |                             |
| Jesús Jiménez 13’ | Marcatori | 43’, 70’ (Rig.) Andrei Alba |

| Arbitro: | Nagvenkar T. |

|                                                   |           |  |
| Jesús Jiménez 56’ Noah Sadaoui 70’ Rahul KP 90+2’ | Marcatori |  |

| Arbitro: | Banerjee P. |

|  |           |                          |
|  | Marcatori | 40’ Boris Singh Thangjam |

| Bengaluru 7 dicembre 2024, ore 15:00 UTC+5:30 11ª giornata                                                                     | Bengaluru | 4 – 2 referto                            | Kerala Blasters | Sree Kanteerava Stadium |
| \| \| \| \| \| Sunil Chhetri 8’, 73’, 90+8’ Ryan Dale Williams 38’ \| Marcatori \| 56’ Jesús Jiménez 67’ Freddy Lallawmawma \| |           |                                          |                 |                         |
| |           |                                          |                 |                         |
| Sunil Chhetri 8’, 73’, 90+8’ Ryan Dale Williams 38’                                                                            | Marcatori | 56’ Jesús Jiménez 67’ Freddy Lallawmawma |                 |                         |

| Arbitro: | Venkatesh R. |

|                                                     |           |                                     |
| Jamie Maclaren 33’ Jason Cummings 86’ Alberto 90+5’ | Marcatori | 51’ Jesús Jiménez 77’ Miloš Drinčić |

| Arbitro: | Sekaran S. |

|                                                             |           |  |
| Bhaskar Roy 62’ (A.g.) Noah Sadaoui 80’ Alexandre Coeff 90’ | Marcatori |  |

| Arbitro: | Banerjee P. |

|                      |           |  |
| Pratik Chowdhary 61’ | Marcatori |  |

| Arbitro: | Mondal P. |

|  |           |                         |
|  | Marcatori | 44’ (Rig.) Noah Sadaoui |

| Arbitro: | Kundu H. |

|                                                       |           |                                        |
| Kwame Peprah 60’ Jesús Jiménez 73’ Noah Sadaoui 90+5’ | Marcatori | 4’ Jerry Mawihmingthanga 80’ Dorielton |

| Kochi 18 gennaio 2025, ore 15:00 UTC+5:30 18ª giornata | Kerala Blasters | 0 – 0 referto | NorthEast Utd | Jawaharlal Nehru Stadium (10 432 spett.)\| Arbitro: \| Venkatesh R. \| |
| Arbitro:                                               | Venkatesh R.    |               |               |                                                                        |

| Arbitro: | Kumar A. |

|                                |           |                        |
| PV Vishnu 20’ Hijazi Maher 72’ | Marcatori | 84’ Danish Farooq Bhat |

| Arbitro: | Mondal P. |

|                      |           |                                                     |
| Vincy Barretto 90+1’ | Marcatori | 3’ Jesús Jiménez 45+3’ Korou Singh 56’ Kwame Peprah |

| Arbitro: | Venkatesh R. |

|  |           |                                     |
|  | Marcatori | 28’, 40’ Jamie Maclaren 67’ Alberto |

| Arbitro: | Mondal P. |

|                                         |           |  |
| Iker Guarrotxena 46’ Mohammad Yasir 73’ | Marcatori |  |

| Arbitro: | Kumar Gupta R. |

|                 |           |                          |
| Korou Singh 35’ | Marcatori | 86’ (A.g.) Miloš Drinčić |

| Arbitro: | Nathan S. |

|                  |           |  |
| Kwame Peprah 52’ | Marcatori |  |

| Arbitro: | Kumar A. |

|              |           |                  |
| Sourav K 45’ | Marcatori | 7’ Dušan Lagator |

#### Andamento in campionato
| Giornata  | 1  | 2 | 3 | 4 | 5 | 6 | 7  | 8  | 9 | 10 | 11 | 12 | 13 | 14 | 15 | 16 | 17 | 18 | 19 | 20 | 21 | 22 | 23 | 24 | 25 | 26 |
| --------- | -- | - | - | - | - | - | -- | -- | - | -- | -- | -- | -- | -- | -- | -- | -- | -- | -- | -- | -- | -- | -- | -- | -- | -- |
| Luogo     | C  | C | T | T | T | C | T  | C  | C | C  | T  | T  | C  | T  | T  | X  | C  | C  | T  | T  | X  | C  | T  | C  | C  | T  |
| Risultato | P  | V | N | N | V | P | P  | P  | V | P  | P  | P  | V  | P  | V  | X  | V  | N  | P  | V  | X  | P  | P  | N  | V  | N  |
| Posizione | 12 | 6 | 5 | 7 | 5 | 8 | 10 | 10 | 8 | 10 | 11 | 10 | 10 | 11 | 9  | 9  | 9  | 8  | 9  | 8  | 8  | 8  | 10 | 9  | 9  | 8  |

Legenda:

Luogo: C = Casa; T = Trasferta. Risultato: V = Vittoria; N = Pareggio; P = Sconfitta.

### Super Cup

#### Ottavi di finale
| Bhubaneswar 20 aprile 2025, ore 13:00 UTC+5:30 Ottavi di finale             | Kerala Blasters | 2 – 0 referto | East Bengal | Kalinga Stadium |
| \| \| \| \| \| Jesús Jiménez 40’ (Rig.) Noah Sadaoui 64’ \| Marcatori \| \| |                 |               |             |                 |
|                                                                             |                 |               |             |                 |
| Jesús Jiménez 40’ (Rig.) Noah Sadaoui 64’                                   | Marcatori       |               |             |                 |

#### Quarti di finale
| Bhubaneswar 26 aprile 2025, ore 13:00 UTC+5:30                                              | Kerala Blasters | 1 – 2 referto                         | Mohun Bagan SG | Kalinga Stadium (1 103 spett.) |
| \| \| \| \| \| Sreekuttan MS 90+4’ \| Marcatori \| 22’ Sahal Abdul Samad 51’ Suhail Bhat \| |                 |                                       |                |                                |
|                                                                                             |                 |                                       |                |                                |
| Sreekuttan MS 90+4’                                                                         | Marcatori       | 22’ Sahal Abdul Samad 51’ Suhail Bhat |                |                                |

### Durand Cup
| Arbitro: | Venkatesh R |

|  |           |                                                                              |
|  | Marcatori | 32’, 50’, 76’ Noah Sadaoui 39’, 45’, 53’ Kwame Peprah 86’, 87’ Ishan Pandita |

| Arbitro: | Senthil Nathan S |

|                    |           |                   |
| Mohammed Aimen 56’ | Marcatori | 45+2’ Luka Majcen |

| Arbitro: | Crystal John |

|                                                                                                  |           |  |
| Kwame Peprah 6’ Noah Sadaoui 9’, 20’, 90’ Mohammed Aimen 16’ Naocha Singh 25’ Mohammed Azhar 44’ | Marcatori |  |

#### Andamento in campionato
| Giornata  | 1 | 2 | 3 |  |
| --------- | - | - | - |  |
| Luogo     | T | C | C |  |
| Risultato | V | N | V |  |
| Posizione | 1 | 1 | 1 |  |

Legenda:

Luogo: C = Casa; T = Trasferta. Risultato: V = Vittoria; N = Pareggio; P = Sconfitta.

#### Quarti di finale
| Arbitro: | Aditya Purkayastha |

|                          |           |  |
| Jorge Pereyra Díaz 90+5’ | Marcatori |  |